# Acronicta strigulata
Acronicta strigulata là một loài bướm đêm trong họ Noctuidae.